# Chano Domínguez
Sebastián Domínguez Lozano (Cadis, 29 de març de 1960), més conegut com a Chano Domínguez, és un músic de jazz-flamenc andalús intèrpret del piano.

## Biografia
Els primers contactes musicals són amb la guitarra flamenca que li regalen els seus pares de petit. Aviat aprendrà de forma autodidacta a interpretar la música flamenca que l'envolta. Als dotze anys comença a tocar els teclats, i a la majoria d'edat crea un grup de música amb els seus amics: Cai. Un grup de rock andalús amb el que aconsegueix enregistrar (tres discs) les seues primeres composicions.
Entrada la dècada dels 80 del segle passat, Chano Domínguez pren força dins els panorama del jazz, participant en nombrosos festivals per a joves interpretes i de jazz, tant a escala nacional com internacional. Ja en 1992 crea el seu propi grup: Chano Domínguez Trio on comença a fusionar el jazz amb el flamenc, editant el seu primer treball en solitari (Chano - Nuba Records).
Chano Domínguez ha col·laborat amb importants músics (tant del món del jazz com del flamenc) com: Jorge Pardo, El Bola, Carles Benavent, Martirio, Michel Camilo, Ana Belén, Javier Colina, Guillermo McGuill, Chucho Valdés, Herbie Hancock, Wynton Marsalis, etc.
A l'octubre de 2000, s'estrena a Espanya l'última pel·lícula de Fernando Trueba, Calle 54. En aquest film, el cineasta ret homenatge a la música de jazz llatí i compta amb la participació de reconeguts artistes com ara: Chucho Valdés, Paquito D'Rivera, Gato Barbieri, Cachao, Patato, Jerry González, Bebo Valdés, Puntilla, Michel Camino, Eliane Elías, Chicho O'arrill, Tito Puente… i Chano Domínguez, únic representant espanyol. La banda de la sonora de Calle 54 s'edita en disc i és nominada als Premis Grammy Llatins 2001.

## Discografia
- Chano, 1992.
- Hecho a mano (amb José Fernández "Tomatito"), 1995.
- En directo, gravat al Café Central de Madrid, 1997.
- BSO Siempre hay un camino a la derecha, 1997.
- Imán (amb Enrique Morente), 1999.
- Sí, 2001.
- Mira como viene, 2003.
- Oye como viene, 2003.
- 1993-2003, 2004.
- Con alma (amb George Mraz i Jeff Ballard), 2005.
- Flamenco Jazz, 2005.
- Acoplados (amb Martirio), 2006.
- New Flamenco Sound, 2006.
- Acércate más, 2006.
- Vitoria Suite, 2010.

## Col·laboracions
- Más allá de nuestras mentes diminutas, amb Cai, 1978.
- Noche abierta, amb Cai, 1979.
- Canción de Primavera, amb Cai, 1980.
- La Guinda, amb La Guinda, 1985.
- Hiscádix, amb Hiscádix, 1987.
- Memorias, amb Tito Alcedo, 1988.
- Daquí Pallá, amb Decoy, 1991.
- 10 de Paco, disc de versions de temes de Paco de Lucía en col·laboració amb Jorge Pardo i Tino di Geraldo, 1994.
- Flamenco lo serás tú (Tino di Geraldo).
- La noche (Presuntos Implicados).
- Coplas de madrugá (amb Martirio), 1996.
- Sol Mestizo (Markus Stockhausen).
- Algo pa nosotros (La Babería del Sur).
- Otoño, amb Javier Paxariño i Hozan Yamamoto, 1998.
- Los sueños y el tiempo (Guillermo McGill).
- Tú no sospechas, amb Marta Valdés, 2000.
- Calle 54, BSO de la pel·lícula de Fernando Trueba, 2001.
- Cuentos del mundo (Constantino Romero i Marina Albero), 2005.